# Литцен
Литцен (нем. Lietzen) — община в Германии, в земле Бранденбург.
Входит в состав района Меркиш-Одерланд. Подчиняется управлению Зелов-Ланд. Население составляет 698 человек (на 31 декабря 2010 года). Занимает площадь 29,17 км².
| Год  | Население |
| ---- | --------- |
| 2005 | 805       |
| 2010 | 703       |

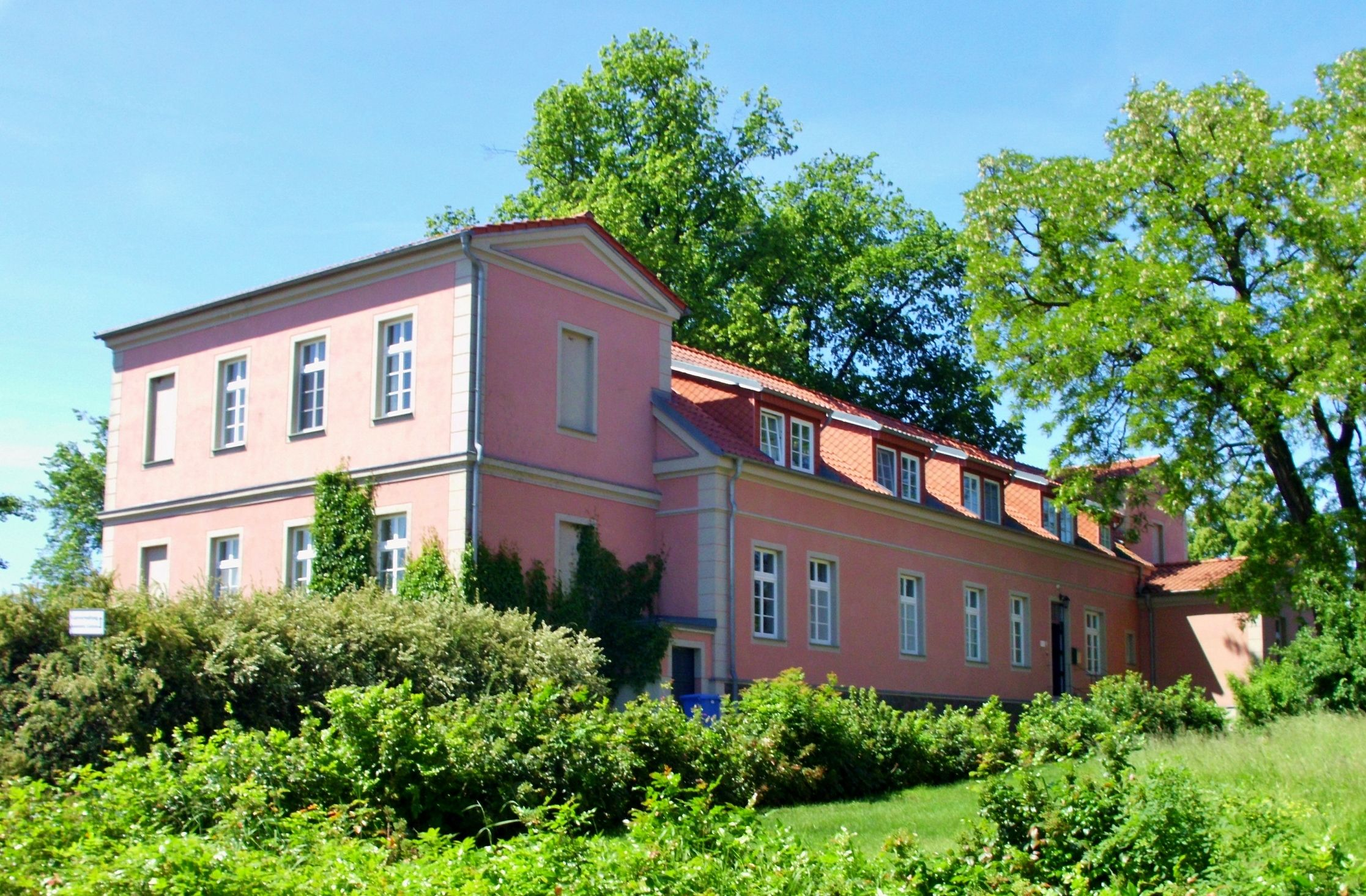
Komturei Lietzen – Gutsverwaltung
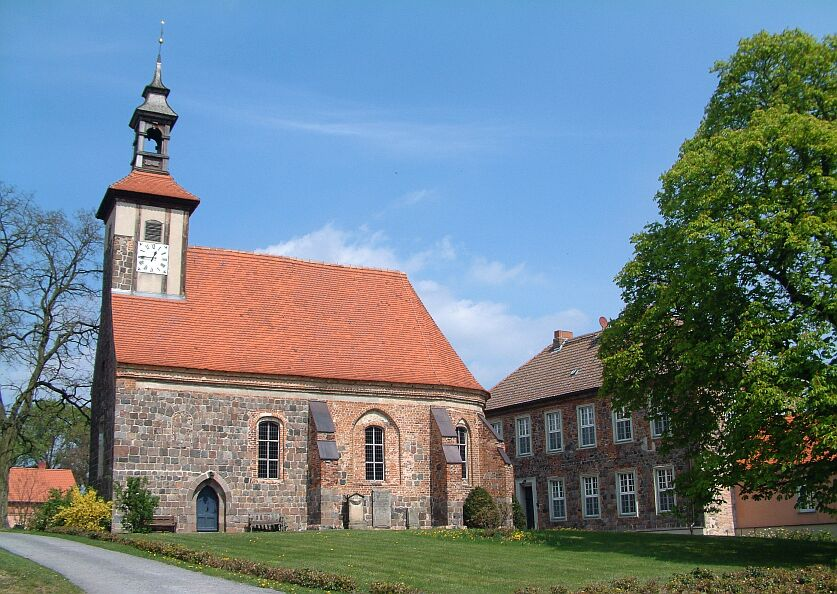
Komturei Lietzen – Komtureikirche und Herrenhaus
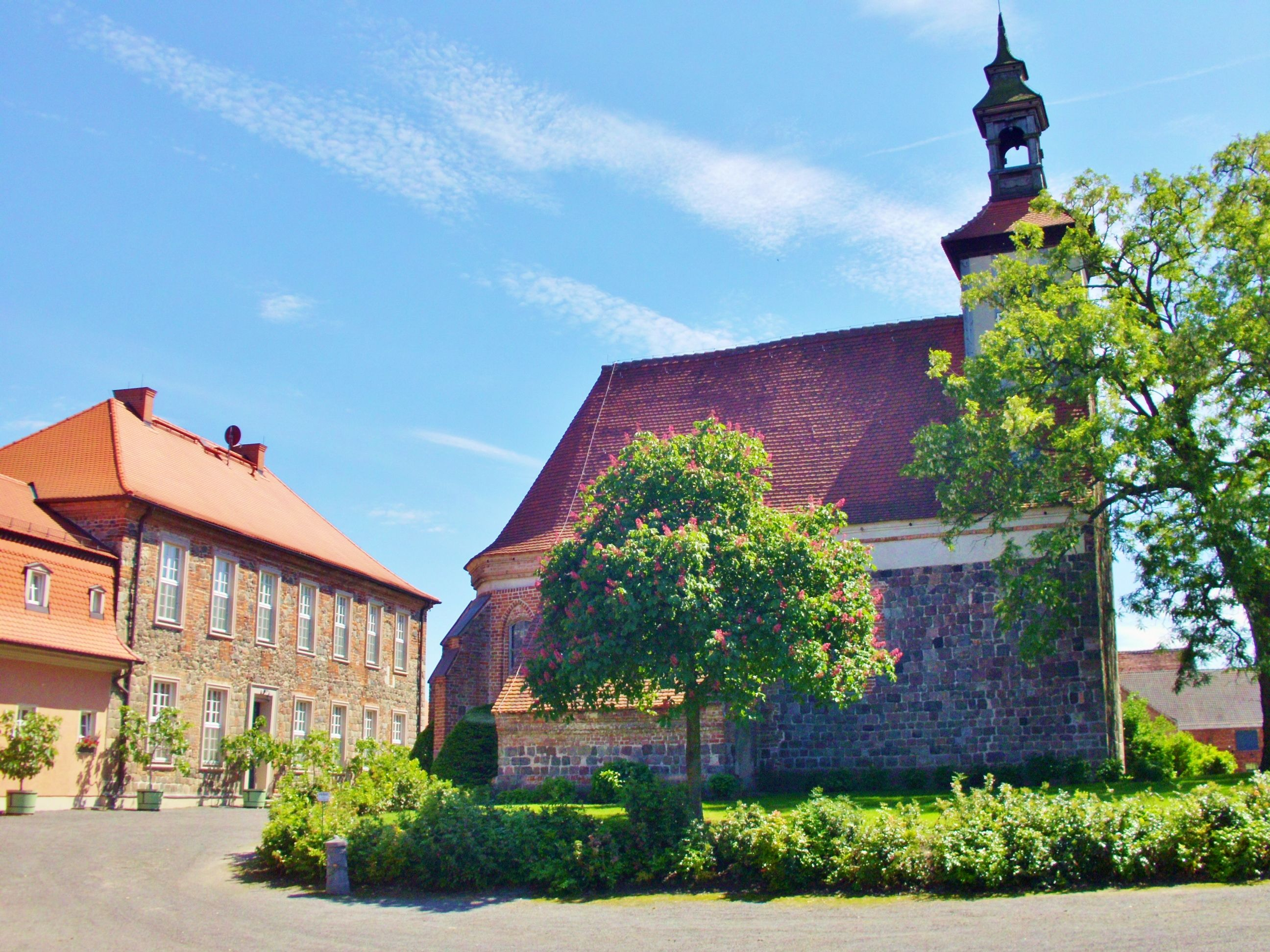
Komturei Lietzen
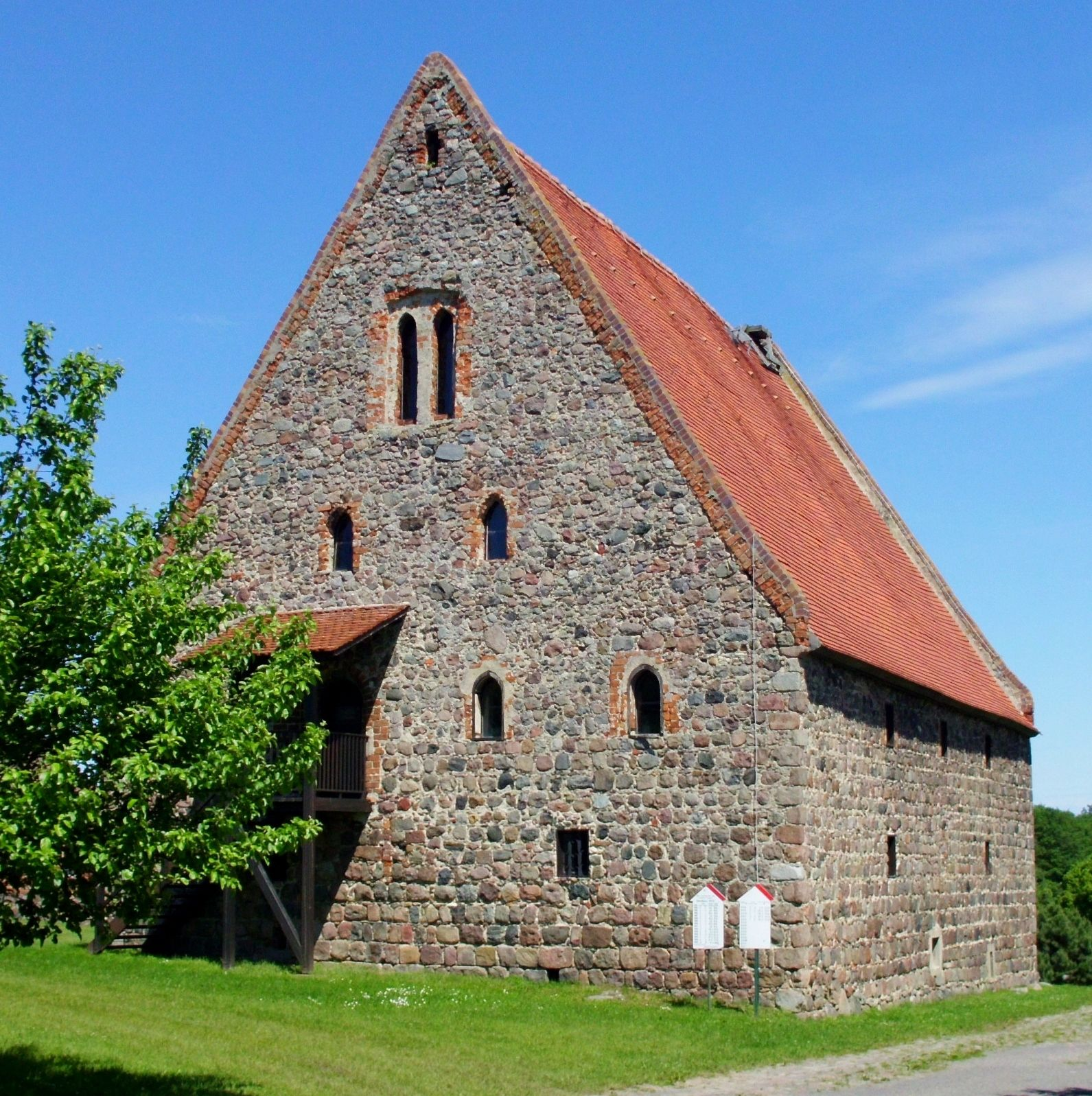
Komturei Lietzen – Speicherhaus aus der 2